# Hrabstwo Gloucester (Nowy Brunszwik)
Hrabstwo Gloucester (fr. Comté de Gloucester, ang. Gloucester County) – jednostka administracyjna kanadyjskiej prowincji Nowy Brunszwik leżąca na wschodzie prowincji.
Hrabstwo ma 77 792 mieszkańców. Język francuski jest językiem ojczystym dla 84,8%, angielski dla 14,6% mieszkańców (2011).